# Mariana Kotzeva

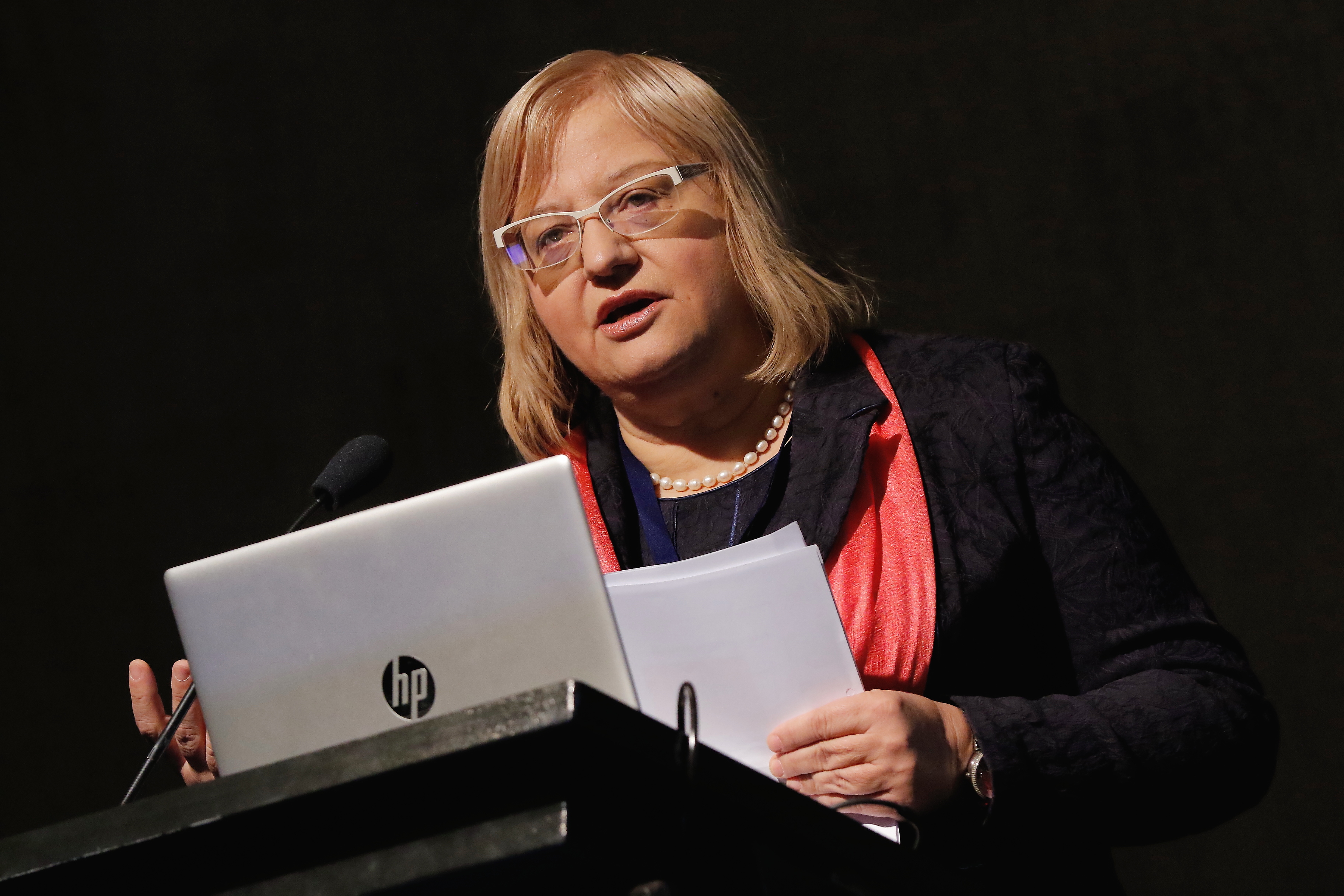
Mariana Kotzeva, 2019

Mariana Kotzeva (* 12. März 1967) ist eine bulgarische EU-Beamtin und leitet seit März 2018 als Generaldirektorin die europäische Statistikbehörde Eurostat.

## Leben und Wirken
Mariana Kotzeva studierte von 1985 bis 1990 an der Universität Sofia Wirtschaftswissenschaften mit Masterabschluss und wurde dort mit Schwerpunkt Wirtschaftsstatistik 1995 promoviert.
Sie leitete von 2008 bis 2012 das bulgarische Nationale Statistische Institut. Anschließend wechselte sie zu Eurostat und amtierte dort ab Juli 2014 als stellvertretende Leiterin der Behörde. Ab 2017 hatte sie die geschäftsführende Leitung inne.